# Wendy Schaeffer
Wendy Schaeffer OAM (Adelaide, 16 de setembro de 1964) é uma ginete de elite australiana, campeão olímpica do CCE.

## Carreira
Wendy Schaeffer representou seu país nos Jogos Olímpicos de 1996, na qual conquistou no CCE por equipes a medalha de ouro, em 1996.